# 機動揚陸艇

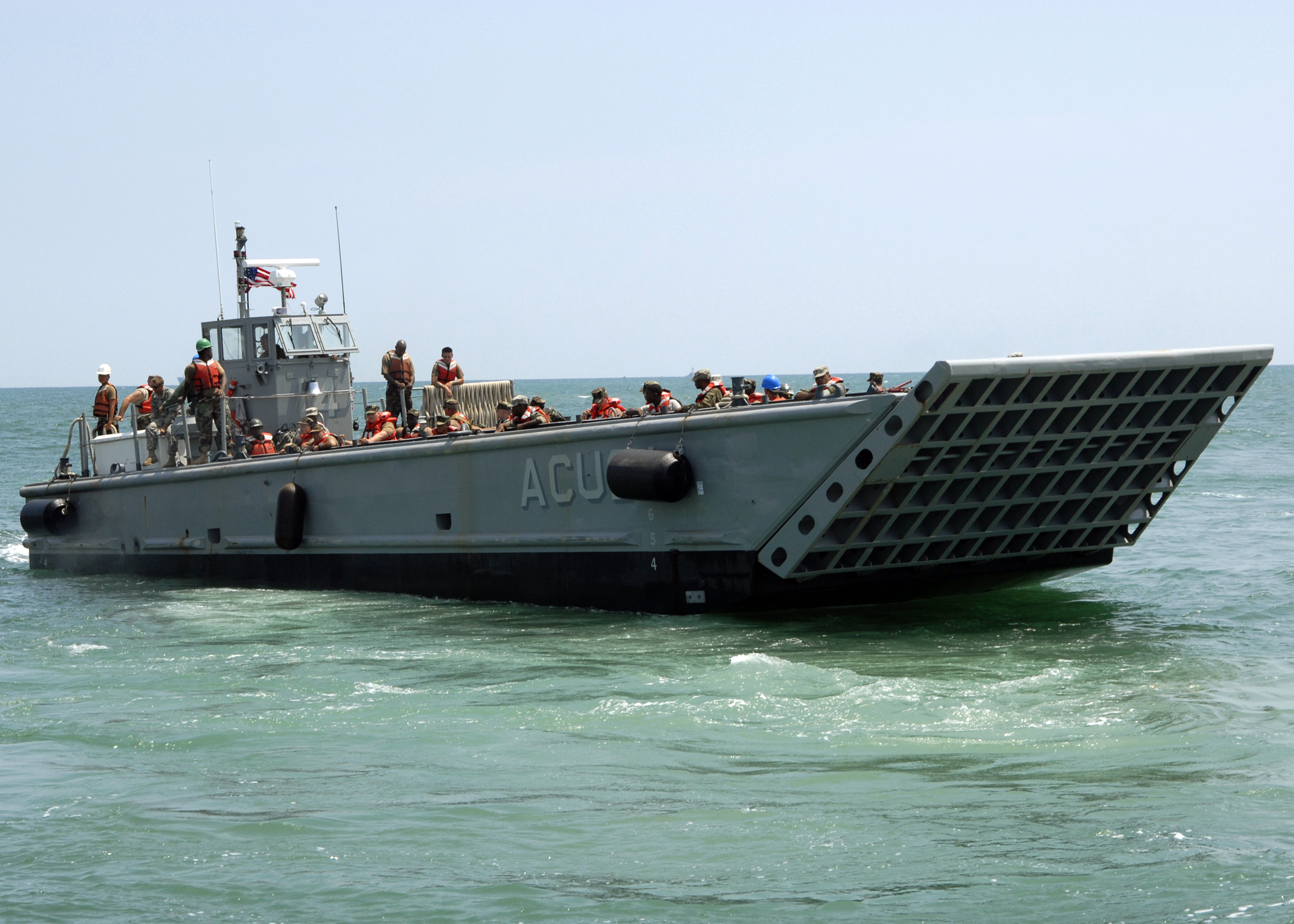
アメリカ製のLCM。

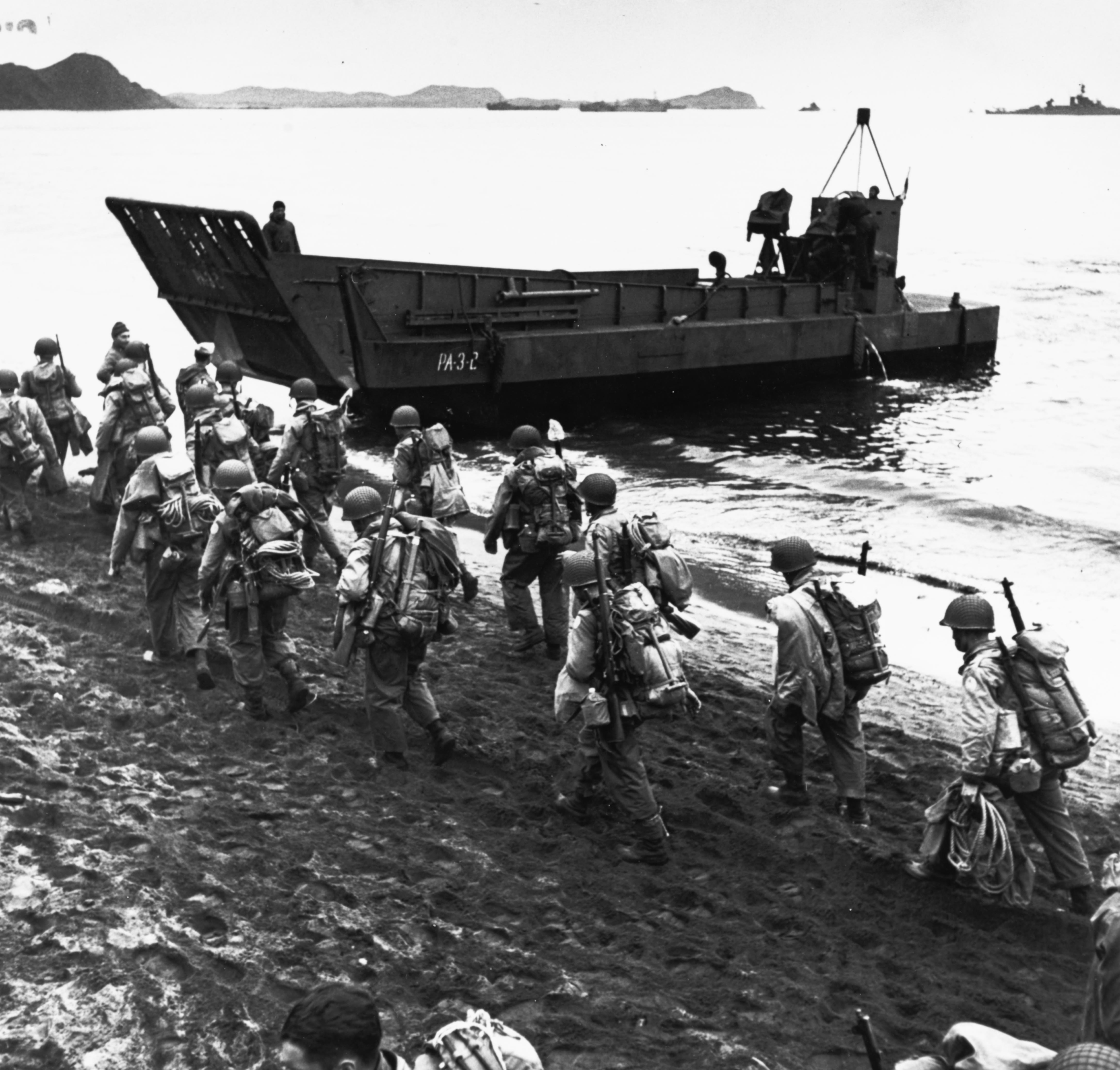
兵員とLCM。1943年8月。

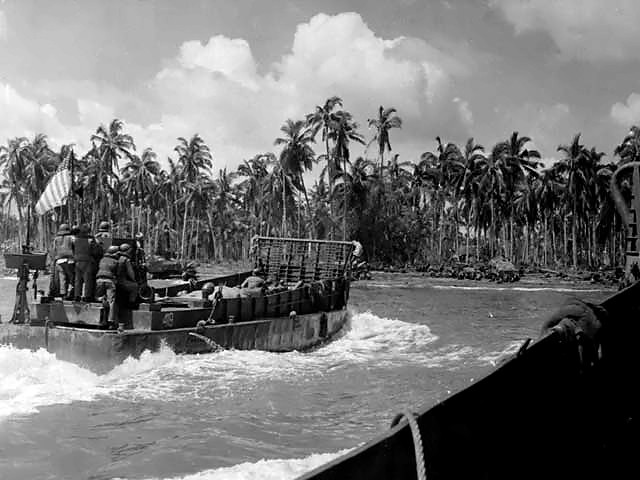
レイテ侵攻時のLCM。

機動揚陸艇（きどうようりくてい、英語: Landing craft mechanized, LCM）とは車輌を輸送するために設計された揚陸艇である。第二次世界大戦中、連合国軍は水陸両用作戦時にこれらの舟艇を用いて陸上部隊や戦車を陸揚げし、広く知られることとなった。

## 派生型
LCVP（車輌人員揚陸艇）やLCA（強襲揚陸艇）と異なり、アメリカやイギリスで独自に配備されたLCMには、統一された設計が存在しない。幾種類か別々の設計が存在し、イギリスとアメリカの異なる製造所によって生産されている。
イギリス製のモーター・ランディング・クラフトが考案され、試験を受けたのは1920年代のことで、この艇は1924年の演習に用いられた。これは戦車の揚陸を主眼に作られた初の戦車揚陸艇だった。この舟艇は、後に作られていく全てのLCMの設計の祖である。

### LCM (1)
LCM 1（landing craft, mechanised Mark I）はイギリス製の初期のモデルである。この揚陸艇は、船舶のダビットや、輸送船の起重機のブームに吊り下げることができた。このため輸送は16tまでの戦車に制限されている。LCMマークIはディエップの戦いにも使われ、生産数は約600隻である。
- 排水量：35t
- 全長：13.6m
- 全幅：4.27m
- 喫水：1.22m
- 主機：クライスラー100馬力ガソリンエンジン、2基
- 速力：7ノット
- 乗員：6名
- 兵装：.303口径ルイス機銃、2挺
- 搭載容量：中戦車1両、物資26.8t、または兵員60名
  - 兵員100名[2]
  - 乾舷9インチの状態で搭載54,500ポンド[3]

### LCM (2)
- 排水量：29t
- 全長：14m
- 全幅：4.3m
- 喫水：4.0m
- 速力：8.5ノット
- 兵装：.50口径M2重機関銃、2挺
- 乗員：4名
- 搭載容量：兵員100名、13.5tの戦車1両、または物資15t

最初のアメリカ製LCMはアメリカ海軍の建艦補修局（Bureau of Construction and Repair）が設計したものである。およそ150隻がアメリカン・カー&ファウンドリーとヒギンズ・インダストリーで建造された。

### LCM (3)
2種類の設計が存在した。
- 局製

物資54,000kgを輸送可能。
- ヒギンズ製

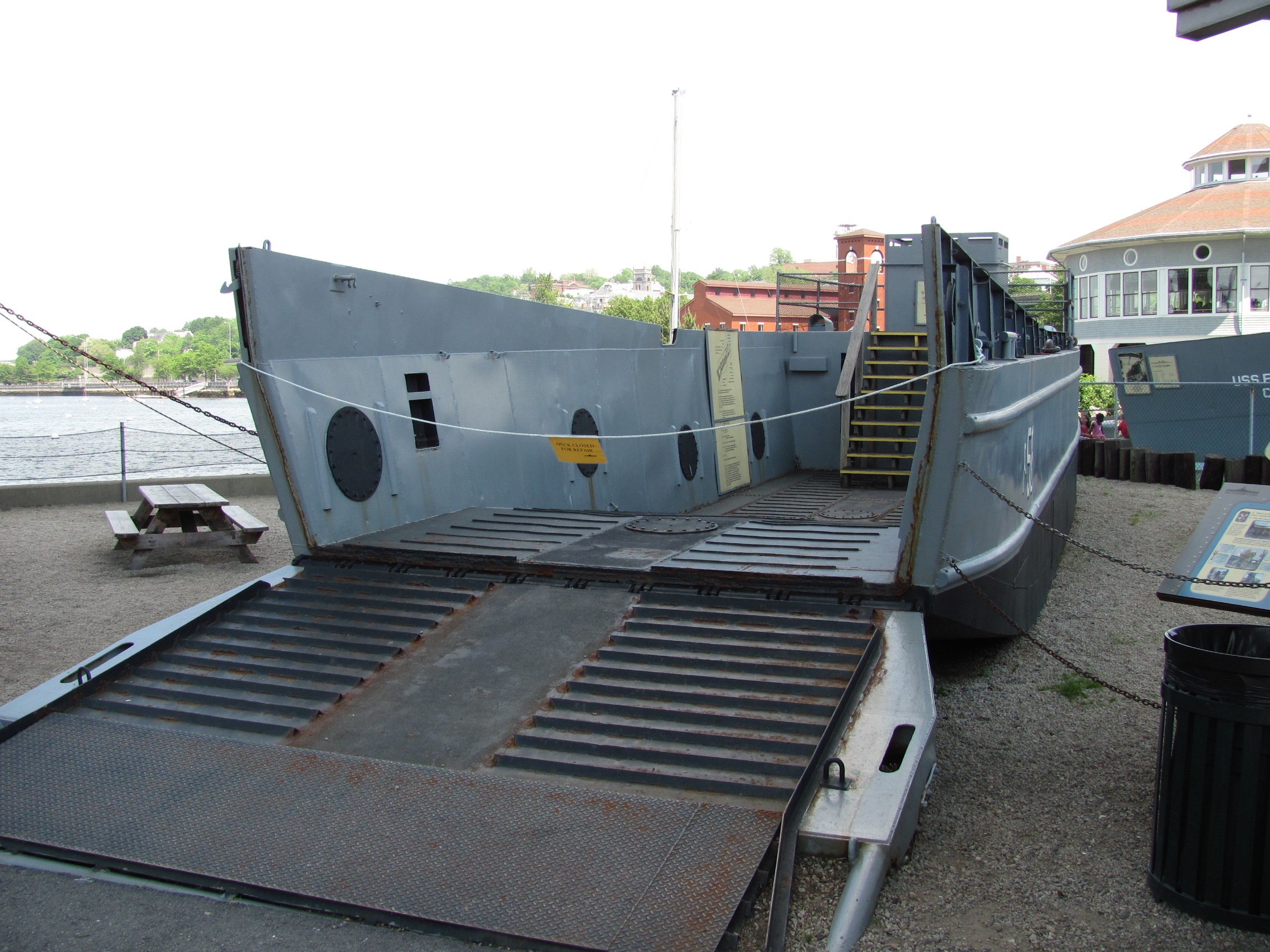
バトルシップ・コーヴのヒギンズLCM-3

艇の外見はLCVPとよく似ているが、ヒギンズ・インダストリーはLCVPも製造していた。前部の積載エリアを3.0m幅とし、機関室上方、甲板後部の小さな装甲化された操舵室には4分の1インチ厚の鋼板が使われた。ヒギンズLCM-3は、マサチューセッツ州フォールリバーにあるバトルシップ・コーヴの海事博物館に展示されている。
- 排水量：52トン（満載時）23トン（空荷）
- 全長：15m
- 全幅：4.3m
- 喫水：前部0.91m、後部1.2m
- 速力：8kt（満載時）、11kt（空荷）
- 兵装：.50口径M2重機関銃、2挺
- 乗員：4名
- 搭載容量：30トン戦車1両（例にはM4中戦車）、兵員60名、貨物27トン

### LCM (4)
1943年から1944年、77隻のLCM(4)が建造された。外見上、LCM(4)はほぼ完全にLCM(1)後期型と同一である。違う点はポンツーンの内部に設けられた。ここに専用のビルジポンプとバラストタンクが作られ、これによってLCM(4)が一部に貨物を積んだ際に釣り合いを変更し、安定性を強化できるようになった。

### LCM (5)
イギリスで生産されたLCM。

### LCM (6)
LCM (3)の船体中央部を1.8m延長したもの。後のベトナム戦争中、河川機動部隊むけに多数の艇が装甲兵員輸送艇（ATCまたはTango）として採用された。他の艇は火炎放射器を装備した「Zippos」、105mm砲を装備した「Monitors」、また指揮型の「Charlie」といった派生型へ改装された。
- 主機：グレーマリン・ディーゼルエンジン、2基。348馬力、2軸。もしくはデトロイト8V-71ディーゼルエンジン、2基。460馬力、2軸
- 全長：17.1m
- 全幅：4.3m
- 排水量：65トン、満載時
- 速力：9kt
- 航続：9ktで240km
- 搭載容量：34.6トン、または兵員80名
- 乗員：5名

### LCM (7)
イギリスで生産されたLCM。

### LCM (8)
LCM8の主要諸元。

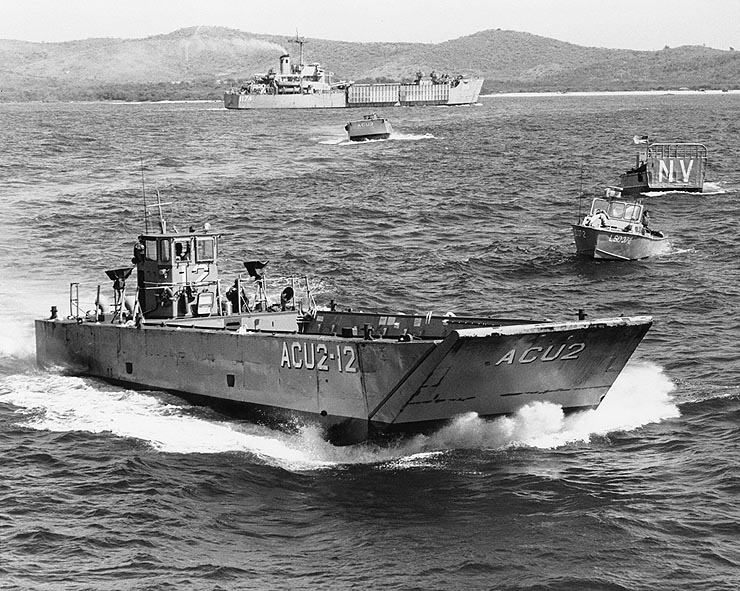
LCM-8。1972年3月。

- 主機（原型）：6-71六気筒ディーゼルエンジンを4基備える。油圧式のトランスミッション2基、プロペラシャフト2軸。(Lighterage Division, NSA Danang 1969-1970)
- 乗員（原型）：3名。艇長、機関士兼銃手、ほか1名
- 主機：デトロイト12V-71ディーゼルエンジン、680馬力、2軸
- 全長：22.5m
- 全幅：6.4m
- 排水量：106.7トン、満載時
- 速力：12kt
- 航続：190海里(350km)、9kt、満載時
- 貨物容量：54.4トン
- 車輌・兵員：M48またはM60戦車1両、兵員200名
- 乗員：5名

## 運用国
- トルコ海軍
- アメリカ陸軍、U.S. Army 7TH Transportation Brigade Expeditionary
- ベトナム共和国海軍
- クメール共和国海軍
- タイ王国海軍
- オーストラリア海軍
- オーストラリア陸軍
- スペイン海軍
- ニュージーランド海軍
- エジプト海軍
- 韓国海軍